# 高柳蕗子
高柳蕗子（たかやなぎ ふきこ、1953年 - ）は、歌人。
前衛俳句の旗手であった俳人・高柳重信と、重信最初の妻山本篤子との長女として、埼玉県戸田市に生まれる。明治大学文学部卒。歌誌『かばん』同人。性教育評論家の高柳美知子は叔母。

## 著書
- 『ユモレスク 高柳蕗子歌集』　沖積舎　1985
- 『回文兄弟』　沖積舎　1989　ISBN 978-4806010302
- 『あたしごっこ』　沖積舎　1994　ISBN 978-4806010630
- 『潮汐性母斑通信』　沖積舎　2000　ISBN 978-4806010906
- 『短歌の生命反応』　北冬舎 2002　北冬草書　ISBN 978-4860730048
- 『はじめちょろちょろなかぱっぱ 七五調で詠む日本語』　集英社　2003　ISBN 978-4087812831
- 『雨よ、雪よ、風よ。』《主題》で楽しむ100年の短歌 天候の歌　北冬舎　2006
- 『高柳蕗子全歌集』　沖積舎　2007　ISBN 978-4806011125
- 『短歌の酵母』　沖積舎 2015 ISBN 978-4806047704
- 『短歌の酵母Ⅱ　空はともだち？』沖積舎 2016 ISBN 978-4-8060-4776-6

## 共編著
- 『子どもと楽しむ短歌・俳句・川柳』高柳美知子共編著　あゆみ出版　1995　ISBN　978-4751911389
- 『穂村弘ワンダーランド』責任編集　沖積舎　2010　ISBN 978-4806047506